# BRCA1
BRCA1 (em inglês, breast cancer 1, early onset) é um gene humano pertencente a classe dos genes supressores de tumor conservado nos mamíferos é responsável pela síntese da proteína de mesmo nome BRCA1. Foi primeiramente mencionado como um gene localizado na região 21 do braço longo do cromossomo 17 (17q21) em 1990 pelo laboratório da professora Mary-Claire King, porém somente em 1994 o gene BRCA1 foi devidamente identificado pelo grupo do professor Mark Skolnick da Universidade de Utah através da realização de clonagem do gene BRCA1.
Mutações no gene BRCA1 em células germinativas tem sido associada a um aumento significativo da predisposição ao câncer de mama e de ovário. O BRCA1 é  associado ao câncer principalmente devido a sua enorme diversidade de atuações nos processos celulares, participando em processos de reparo de DNA, controle do ciclo celular, remodelamento de cromatina, ubiquitinização e muitos outros.  Além desses dois tipos de câncer mutações nesses genes também vem sendo associados ao aumento do risco do desenvolvimento de câncer de pâncreas, câncer de próstata, câncer das tubas uterinas, câncer pancreático, câncer colorretal, câncer endometrial e melanoma. Entretanto, a expressão da proteína BRCA1 não é adequada como biomarcador prognóstico no câncer de próstata primário, mas pode ser mais relevante em doenças avançadas.

## Localização e estrutura do gene

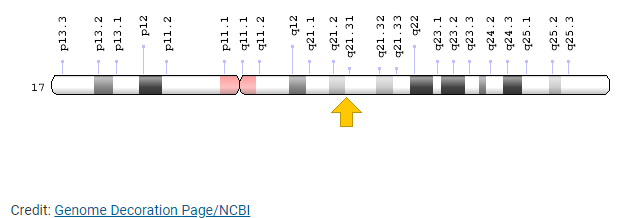
Localização citogenética do gene BRCA1 no cromossomo 17. (17q21.31)

O gene BRCA1 localiza-se no braço longo do cromossomo 17 na posição 21.31 (17q21.31)  e é composto por 24 exons . Apresenta na sua região promotora dois sítios de início de transcrição distintos, um localizado no exon-1A e o outro no exon-1B. A síntese do mRNA no entanto sempre é iniciado a partir da sequência ATG do exon-2. Suas coordenadas genômicas compreende-se entre as posições 43,044,295 e 43,125,483 do cromossomo 17.

## Estrutura da proteína

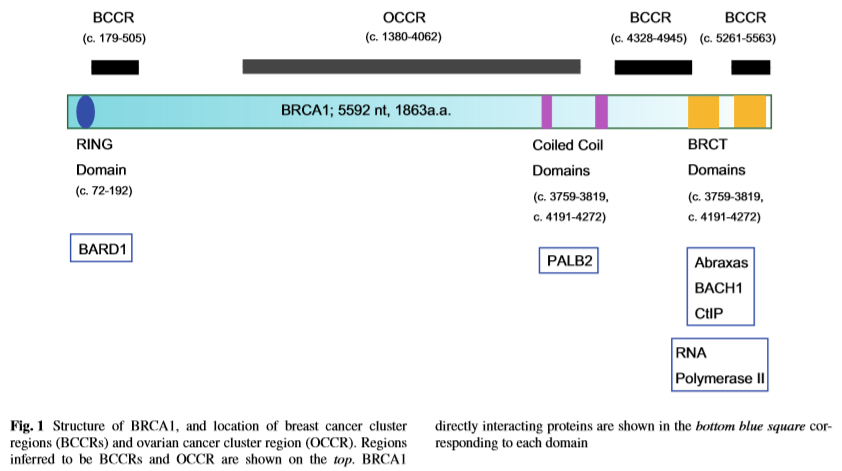
Estrutura do BRCA1, proteínas de interação e localização dos aglomerados de mutações associados ao câncer de mama e de ovário.

O gene BRCA1 codifica uma proteína de 1863 aminoácidos denominada BRCA1. Essa proteína contém na sua região amino (N) terminal um domínio RING (RING finger domain) rico em cisteínas, que constitui um domínio zinco (zinc-binding domain) encontrado em uma variedade de proteínas regulatórias; e em sua região carboxi (C) terminal um domínio BRCT em tandem, que constitui um domínio fosfopeptídeo de reconhecimento que se liga a peptídeos contendo um padrão fosfo-SXXF (S para Serina, F para Fenilalanina e X para variável). Há também o domínio chamado Coiled Coil em BRCA1, por meio do qual este interage com BRCA2 por intermédio da proteínas PALB2 (partner and localizer of BRCA2) durante o reparo por recombinação homólogo.

## Mutações encontradas no gene do BRCA1

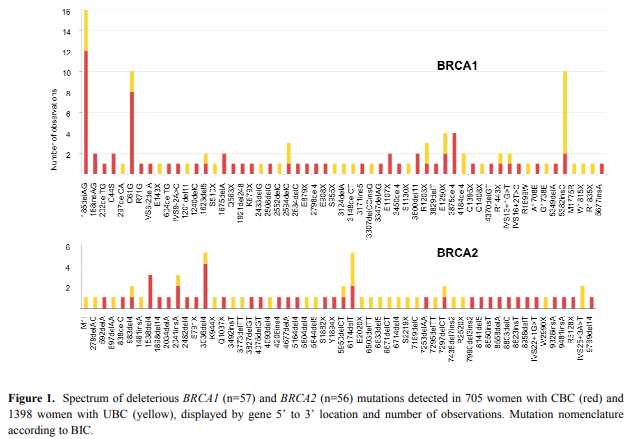
Espectro de mutações deletérias em BRCA1 (n=57) e BRCA2 (n=56) em mulheres jovens com câncer de mama unilateral (em amarelo) e contralateral (em vermelho). As deleções foram colocadas na ordem 5’-3’.

Logo após a identificação do BRCA1 vários pesquisadores passaram a realizar  estudos, em diversas populações, visando a identificação das mutações associadas a esse gene. Uma das primeiras populações estudadas foi a judaica. Nessa população foi encontrado duas mutações associadas ao gene BRCA1, uma deleção dos nucleotídeos AG na posição 185 e uma inserção de uma C na posição 5382, e uma mutação associada ao gene BRCA2.
Atualmente as mutações encontradas no gene BRCA1 são inúmeras e são encontradas ao longo de toda a sua sequência codificadora espalhada em seus 24 exons. A maioria dessas mutações consistem em inserções, deleções ou mutações nonsense ,que levam a formação de um códon de parada prematuro que consequentemente leva à uma proteína truncada não funcional; grandes deleções , associadas a ausência de síntese da proteína; e mutações missense, associada a formação de uma proteína BRCA1 não funcional. Um exemplo de mutação missense consiste no caso dos povos afro-americanos. Basicamente essa população apresentava uma mutação missense que acarretava na substituição de uma cisteína por uma glicina em uma região importante da proteína , conhecida como domínio ring, dificultando a capacidade de estabelecimento de ligação da proteína BRCA1.
Regiões de aglomerados de mutações associadas ao câncer de mama (BCCRs - breast cancer cluster regions) foram encontradas para três regiões de BRCA1 (de acordo com a posição nucleotídica): c.179-c.505, c.4328-c.4945 e c.5261-c.5563. Para o câncer de ovário (OCCR - ovarian cancer cluster region) foi encontrado na região entre c.1380 e c.4062 (região do exon 11, aproximadamente).
Uma pesquisa realizada em 2010 a respeito das mutações nos genes BRCA 1 e 2 em 2103 mulheres jovens com câncer de mama unilateral e contralateral, identificou 113 mutações deletérias diferentes, das quais 57 ocorrem em BRCA1 (figura 1).

## Função e mecanismo
A proteína BRCA1 apresenta diversas funções no organismo. O principal motivo dessa diversidade deve-se ao fato de que BRCA1 possui capacidade de interagir com inúmeros tipos de proteínas, o que permite a formação de diferentes complexos proteicos.
BRCA1 apresenta participação no reparo do DNA. BRCA1 apresenta participação no reparo de quebras em fita dupla de DNA e no reparo pós replicacional do DNA. Sabe se que quebras em fita dupla de DNA são lesões extremamente danosas, para o seu reparo existem duas vias, a união terminal não-homóloga (em inglês, Non-Homologous End-Joining - NHEJ) e a recombinação homóloga (em inglês, homologous recombination). A determinação de qual via será utilizada depende de diversos fatores, dentre eles temos como fator a ocorrência ou não do processo de ressecções na região de quebra do DNA. Basicamente Ressecções, tanto na extremidade 3’ quanto na extremidade 5’, tornam a NHEJ ineficiente favorecendo a ocorrência da recombinação homóloga. BRCA1 apresenta um importante participação para a ocorrência dessa ressecção, visto  que  promove a remoção da proteína 53BP1. Fundamentalmente durante a fase G1 a proteína 53BP1 sofre fosforilação, formando um complexo proteico que se posiciona na região de quebra da fita dupla de DNA, inibindo a ressecção tumoral. Durante a fase S/G2 do ciclo celular BRCA1 é liberado formando o complexo BRCA1-CtIP-MRN, que retira 53BP1 da região de quebra promovendo a ocorrência da ressecção do DNA.
Uma outra participação do BRCA1 no reparo de quebras da fita dupla do DNA se encontra na sua participação no complexo protéico BRCA1/BRAD1. Basicamente a proteína BRCA1 apresenta na região amino terminal um domínio RING (RING finger domain) que permite a associação a BARD1. Esse complexo BRCA1/BARD1 interage com RAD51, importante componente do reparo do DNA pelo método de recombinação homóloga, aumentando a sua atividade de recombinasse. Para o reparo pós replicacional do DNA temos que o BRCA1 é capaz de modular a transcrição de vários genes envolvidos no reparo por excisão de nucleotídeo, através da interação com o complexo haloenzima RNA polimerase II.

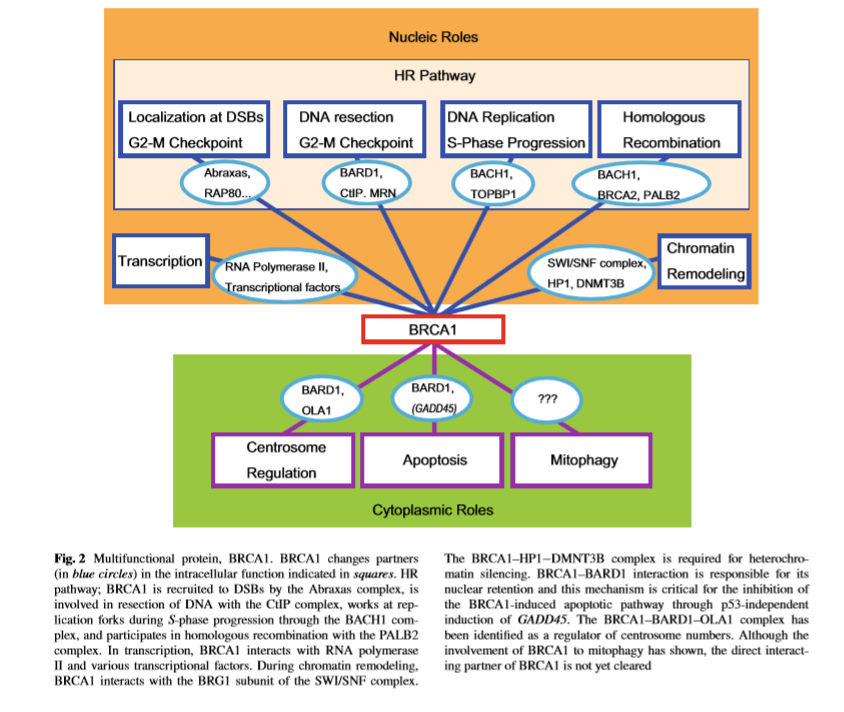
Funções e vias regulatórias associadas a BRCA1 e seu local de atuação.

O complexo BRCA1/BARD1 também participa da ubiquitinação. Além de  participar no reparo de DNA o complexo proteico BRCA1/BARD1 é capaz de associar ubiquitinas a proteínas do centrossomo, especialmente γ-Tubulina, promovendo a sua degradação. Durante a fase M do ciclo celular o BRCA1 do complexo BRCA1/BARD1 é inativado através da sua fosforilação, como consequência γ-Tubulina não é ubiquitinada e é recrutada para a região dos centrossomos auxiliando na determinação do local e do tempo de polimerização dos microtúbulos.
Um outro complexo que apresenta participação do BRCA1 é o complexo proteico conhecido como BASC (BRCA1-associated genome surveillance complex). Esse complexo é constituído por mais do que 15 subunidades, entre estas temos vários supressores tumorais e proteínas de reparo de DNA como o MSH2, MSH6, MLH1, ATM, BLM, complexo proteico RAD50-MRE11-NBS1 e  o fator de replicação c (RFC). Entre as possíveis funções temos que o BASC funciona como um sensor de estruturas anormais no DNA, como um regulador do processo de reparo pós replicacional do DNA e como um controle para o ponto de checagem do ciclo celular.
BRCA1 também é capaz de se associar através de seu domínio BRCT, a diferentes tipos proteicos formando outros complexos como o complexo BRCA1-RAP80, BRCA1-CtIP e BRCA1-BACH1 que assim como BASC participam como um ponto de checagem do cilo celular. Todos esses complexos são necessários para a ativação do processo de revisão e progressão do ciclo celular. Os complexos BRCA1-RAP80 e BRCA1-CtIP atuam na transição entre as fases G2 e M, e BRCA1-BACH1, na fase S durante a replicação.
Além dessas funções já foi descrito a participação do BRCA1 no complexo proteico composto por SW1 e SNF, proteínas de remodelamento da cromatina, e no envolvimento do silenciamento da transcrição da heterocromatina, através de sua ação como ubiquitina ligase.

## Regulação da expressão de BRCA1
Estrogênio é essencial para a modulação da expressão do BRCA1. O gene BRCA1 apresenta na sua região promotora dois sítios de início de transcrição distintos, um localizado no éxon-1A e o outro no éxon-1B. O estrogênio é capaz de recrutar proteínas AP1 e o complexo receptor de estrogênio α /p300 a um sítio AP 1 adjacente ao sítio de início de transcrição do éxon 1B e de recrutar proteínas Sp (Sp1 e Sp4) há regiões próximas do sítio Ap1. Quando ocorre a ligação do estrogênio ao complexo receptor de estrogênio α /p300 há um desencadeamento de eventos de fosforilação que culminam na fosforilação do próprio complexo e de proteínas Sp que modulam a interação proteína-proteína do promotor do gene BRCA1.
O AhR (Aromatic hydrocarbon Receptor) é um outro importante receptor nuclear que atua na regulação da expressão de BRCA1 através de ligação direta em sua região promotora ou de forma indireta por intermédio de receptor estrogênio. Foi proposto que para que haja ativação da transcrição em BRCA1 por estrogênio, seria necessário a ocupação da região promotora de BRCA1 pelo receptor AhR sem ligante. Quando AhR está acoplado a um ligante, como por exemplo dioxina ou benzo(a) pireno, ocorreria o  recrutamento de AhR ativo aos elementos xenobióticos responsivos localizados no promotor de BRCA1 e consequente inibição da expressão de BRCA1 mediada por estrogênio. Adicionalmente a esse evento, haveria uma redução na ocupação de fatores envolvidos na ativação transcricional e associação de fatores que levam à repressão transcricional de BRCA1.
Outra proteína reguladora é o P53. P53 inibe a expressão de BRCA1 através do impedimento da liberação de E2F, fator de transcrição capaz de se ligar a um sítio de ligação localizado no promotor de BRCA1. Em contrapartida a proteína supressora de p53 (53BP1) inibe a ação de p53 e ativa a expressão de BRCA1.
Além disso o próprio BRCA1 apresenta um mecanismo de autorregulação da transcrição, no qual BRCA1 se associa a complexos contendo E2F1 e RB e age como um repressor da transcrição de BRCA1 e já foi registrado casos da epigenética regulando o BRCA1, através da hipermetilação da sua região promotora. Vários outros ativadores transcricionais e co-repressores participam na regulação da expressão do BRCA1. Como ativadores transcricionais podemos ter CBP e p300 já como co-repressores temos HDAC 1/2, CtIP, Id4, HMGA1.

## BRCA1 e o câncer
Câncer de mama é o câncer mais comum em mulheres, sendo que de 10 mulheres saudáveis 1 desenvolve câncer de mama. No Brasil no ano de 2018 a incidência de casos foi de 59 700 de acordo com o INCA. Existem vários fatores de risco que influenciam no desenvolvimento do câncer de mama. Entre eles temos fatores ambientais, hormônios e obesidade, porém o fator de risco mais importante é o histórico familiar. Mutações nos genes BRCA1 e BRCA2 vem sendo associadas ao desenvolvimento de câncer de mama e de ovário, sendo que 30-40% dos cânceres esporádicos estão associadas a perda de expressão do gene BRCA1. Além disso as mutações em BRCA1 aumentam o risco do desenvolvimento do câncer de mama e do câncer de ovário em aproximadamente 10-15% nas mulheres a cada década de vida a partir dos seus 40 anos.
No câncer de ovário os portadores de mutações em BRCA1 apresentam um desenvolvimento do câncer de ovário de forma precoce quando comparada aos portadores das mutações em BRCA2.
Além desses dois tipos de câncer os portadores de mutações em BRCA apresentam risco de desenvolver outros tipos de câncer como o câncer de pâncreas, câncer de próstata, câncer das tubas uterinas, câncer pancreático, câncer colorretal, câncer endometrial e melanoma.

## Penetrância
O gene BRCA1 apresenta penetrância incompleta. No caso do câncer de mama as mutações no gene BRCA1 apresentam uma penetrância de 80% e no câncer de ovário é de 40%.
É importante ressaltar que as estimativas da penetrância variam entre países. Dentre as causas temos como exemplo a utilização de contraceptivos e ooforectomia que influenciam no risco do desenvolvimento de câncer e ocorrem de forma variada entre os países. A conscientização dos portadores das mutações também vem influenciando a penetrância visto que a conscientização permite a realização de tratamentos preventivos diminuindo a penetrância.

## Predisposição ao câncer
Os fatores que conferem predisposição ao câncer de mama são gênero, idade e histórico familiar/ susceptibilidade genética. O câncer de mama é 100 vezes mais comum em mulheres do que em homens, e tem risco de 10 vezes maior de se desenvolver em mulheres com 70 anos (1 em 26) em comparação com mulheres com 30 anos (1 em 227). Níveis variados de risco estão ligados ao histórico familiar e fatores genéticos dependendo do grau de proximidade dos parentes afetados (parentes de primeiro grau)  e a identificação de mutações específicas. Fatores ambientais e estilo de vida são também determinantes no aumento ou redução do risco, no qual a prática de hábitos saudáveis e submissão a exames regulares podem ajudar a minimizar os riscos em indivíduos com predisposição genética.
Apesar de apenas 10% dos casos de câncer de mama serem atribuídos a mutações germinativas, a presença de mutações de alta penetrância conferem padrão de herança autossômica dominante para o risco de desenvolvimento. Ao nível celular, para que o câncer se desenvolva, mutações em genes supressores de tumor como BRCA1 e 2 devem afetar os dois alelos do portador, conferindo um padrão de recessividade conforme o modelo sobre os “dois eventos” de Knudson, no qual o primeiro evento seria a herança de um alelo mutado e o segundo evento a ocorrência de uma mutação somática sobre o outro alelo.
Aproximadamente, metade dos casos de câncer de mama hereditário envolvem mutações nos genes BRCA1 e 2. Há uma variação considerável na magnitude dos riscos dependendo do local da mutação no gene.

## Tratamentos

### Genisteína
Um dos principais componentes dos produtos a base de soja, a genisteína é uma isoflavona com atividade estrogênica. em concentrações farmacológicas, foi evidenciado a sua inibição de crescimento de algumas linhagens de células de câncer de mama através da inibição de topoisomerase II. o mecanismo de ação da genisteína não está totalmente elucidado, contudo, células que apresentam mutações em BRCA1 apresentam maior sensibilidade a essa substância. a presença de BRCA1 funcionais no meio de cultura reduziram a sensibilidade das células a genisteína.

### Resveratrol
Outro fitoestrógeno, o resveratrol induz a expressão de BRCA1 em células de câncer de mama. o pré-tratamento com resveratrol antes de um tratamento com ligantes de AhR revertem a hipermetilação de BRCA1.

### 3,3’-diindolilmetano
O 3,3’-diindolilmetano (DIM) promove a expressão de BRCA1 e inibe a sinalização pelo receptor de estrógeno alfa, potencialmente prevenindo o desenvolvimento de câncer de mama. o maior obstáculo que essa droga apresenta para em testes in vivo é sua baixa biodisponibilidade.

### Melatonina
Muito conhecido pelos seus efeitos regulatórios no ritmo circadiano, a melatonina pode suprimir a proliferação de células.

### iPARP (inibidor de PARP)

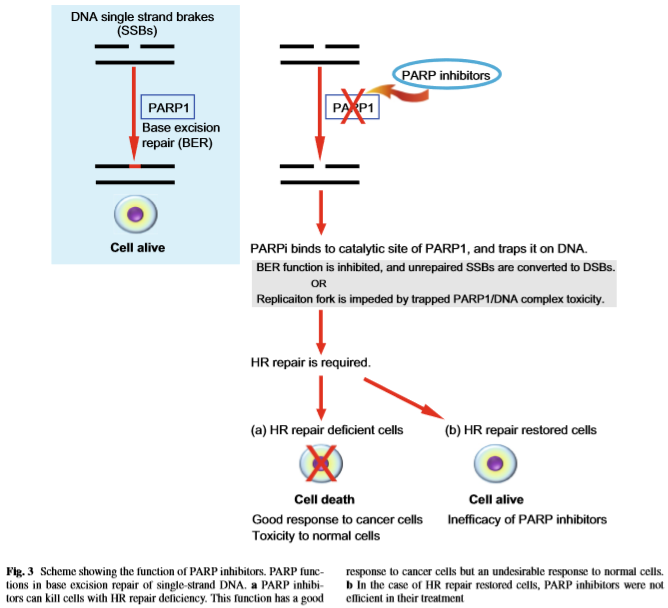
iPARP: Mecanismo de atuação de iPARP1 no tratamento de células com BRCA1/2 não funcionais.

Uso de inibidor de PARP1 (enzyme poly (ADP)-ribose polymerase 1) para o tratamento de cânceres de mama e ovário associados a mutações em BRCA1/2. Nele o reparo de danos de fita simples, exercido por PARP1 por meio do mecanismo de excisão de base (BER - base excision repair) é inibido de modo a induzir o reparo por recombinação homóloga, a qual nas células com BRCA1, BRCA2 ou P53 não funcionais há persistência do dano e indução da morte celular.

### Agonistas do PPAR
Existem evidências recentes que a ativação ou a sobre expressão do PPAR beta/delta in celular de câncer de mama inibia tumorigenicidade e que o co-tratamento com derivados de n-3 PUFA, como o DHA, potencializam o efeito de drogas antineoplásicas, visto que eles são ligantes naturais do PPAR.

### Inibidores da aromatase
Os inibidores da aromatase (IA) são recomendados para o uso em cânceres de mama responsivos ao estrogênio, visto que a aromatase é responsável pela produção de estrógeno. Possui destaque devido ao tratamento com essas substâncias serem normalmente bem toleradas. A BRCA1 regula a expressão da aromatase através do promotor I3/II e está sendo analisada sua possível função como preditor da efetividade do tratamento com IA’s visto que uma sobre expressão de BRCA1 pode potencializar o efeito do tratamento e reduzir os danos a outras células dependentes de estrogênio.

## Angelina Jolie

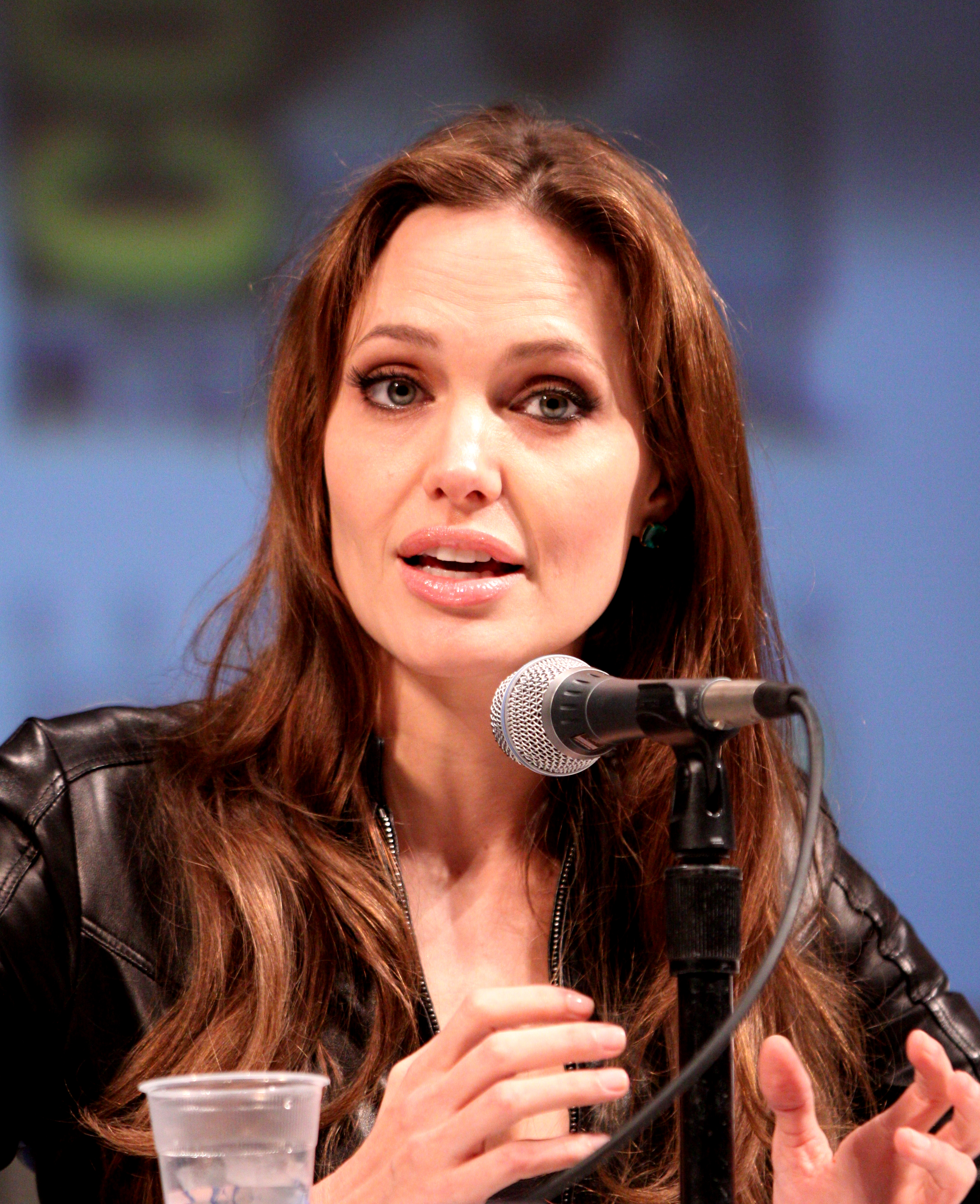
Angelina Jolie

Em 16 de fevereiro de 2013, aos 37 anos, a atriz foi submetida a uma mastectomia dupla preventiva após descobrir que possuía 87% de risco de desenvolver câncer de mama e 50% de risco de desenvolver câncer de ovário. Segundo a atriz, a justificativa para uma probabilidade tão alta de desenvolvimento de câncer se deve ao fato de que a atriz é portadora de um gene BRCA1 mutado que foi o responsável pela morte por câncer de sua mãe, a atriz Marcheline Bertrand, de sua avó e de sua tia.
Após nove semanas da cirurgia a atriz realizou a reconstrução das mamas com implantes e aloenxertos. Dois anos mais tarde se submeteu, após os resultados de testes que indicaram possíveis sinais de câncer de ovário precoce, a uma ooforectomia preventiva.

Concluído a suas operações Angelina Jolie se dispôs a discutir sobre sua mastectomia e ooforectomia para que as mulheres com risco de desenvolver câncer fossem informadas sobre as escolhas de saúde.
"Eu escolho não manter a minha história privada, porque há muitas mulheres que não sabem que elas podem estar vivendo sob a sombra do câncer. É minha esperança de que elas também sejam capazes de fazerem o teste de genes, e também saberão que têm fortes escolhas."
Para isso ela detalhou toda a sua experiência durante o seu diagnóstico e suas cirurgias. Além disso a atriz descreveu que seus filhos tiverem um importante papel na sua decisão de se submeter às cirurgias preventivas.
“Eu queria escrever isso para contar a outras mulheres que a decisão de fazer uma mastectomia não foi fácil. Mas estou muito feliz de tê-la tomado... Minhas chances de desenvolver câncer de mama caíram de 87% para 5%. Posso dizer a meus filhos que eles não precisam ter medo de me perder para o câncer de mama” afirmou Jolie.
Além disso segundo Jolie: 
"Em uma nota pessoal, eu não me sinto menos mulher. Eu fiz uma escolha forte que em nada diminui minha feminilidade".
A decisão de Jolie de contar sobre suas experiências pessoais com os tratamentos de prevenção ao câncer levou a um aumento "global e duradouro" de testes genético BRCA: os testes aumentaram duas vezes na Austrália e Reino Unido, partes do Canadá e Índia, bem como aumentaram significativamente em outros países europeus e nos EUA. Esse efeito ficou conhecido como The Angelina Effect no artigo de capa da Time.

## Interações
O BRCA1 mostrou interação com:
- ABL1,[21]
- AKT1,[22][23]
- AR,[24][25]
- ATR,[26][27][28][29]
- ATM,[26][27][28][29][30][31][32]
- ATF1,[33]
- AURKA,[34]
- BACH1,[35]
- BARD1,[35][36][37][38][39][40][41][42][43][44][45][46][47][48][49][50][51][52][53][54][55][56][57][58][59][60][61][62][63][64][65][66]
- BRCA2,[41][67][68][69]
- BRCC3,[41]
- BRE,[41]
- BRIP1,[70][71][72][73][74][75]
- C-jun,[76]
- CHEK2,[77][78]
- CLSPN,[79]
- COBRA1,[80]
- CREBBP,[63][81][82][83][84]
- CSNK2B,[85]
- CSTF2,[46][47]
- CDK2,[86][87][88]
- DHX9,[89][90]
- ELK4,[91]
- EP300,[81][83]
- ESR1,[83][92][93][94]
- FANCA,[95]
- FANCD2,[43][68]
- FHL2,[96][97]
- H2AFX,[36][40][98]
- JUNB,[76]
- JunD,[76]
- LMO4,[99][100]
- MAP3K3,[101]
- MED1,[71]
- MED17,[52][71][102]
- MED21,[103]
- MED24,[71]
- MRE11A,[30][52][104][105]
- MSH2,[30][48]
- MSH3,[48][70]
- MSH6,[30][48]
- Myc,[64][106][107][108]
- NBN,[30][52][104]
- NMI,[106]
- NPM1,[42]
- NCOA2,[24][70]
- NUFIP1,[109]
- P53,[41][82][110][111][112]
- POLR2A,[52][103][113][114]
- PPP1CA,[115]
- Rad50,[30][52][104]
- RAD51,[41][48][67][116]
- RBBP4,[117]
- RBBP7,[118][119][117]
- RBBP8,[59][70][120][121][122][123][124]
- RELA,[63]
- RB1,[117][125][126]
- RBL1,[125]
- RBL2,[125]
- RPL31,[119]
- SMARCA4[127][128]
- SMARCB1,[127]
- STAT1,[129]
- UBE2D1,[36][37][38][39][40][41][42][43][44][45]
- USF2,[130]
- VCP,[131]
- XIST,[132][133]
- ZNF350,[134]

## Leitura de apoio
- Cui JQ; Wang H; Reddy ES; Rao VN (1998). «Differential transcriptional activation by the N-terminal region of BRCA1 splice variants BRCA1a and BRCA1b». Oncology reports. 5 (3): 585–9. PMID 9538156
- Wang H; Shao N; Ding QM; Cui J; Reddy ES; Rao VN (1997). «BRCA1 proteins are transported to the nucleus in the absence of serum and splice variants BRCA1a, BRCA1b are tyrosine phosphoproteins that associate with E2F, cyclins and cyclin dependent kinases». Oncogene. 15 (2): 143–57. PMID 9244350. doi:10.1038/sj.onc.1201252
- Cui JQ; Shao N; Chai Y; Wang H; Reddy ES; Rao VN (1998). «BRCA1 splice variants BRCA1a and BRCA1b associate with CBP co-activator». Oncology reports. 5 (3): 591–5. PMID 9538157
- Zou JP; Hirose Y; Siddique H; Rao VN; Reddy ES (1999). «Structure and expression of variant BRCA2a lacking the transactivation domain». Oncology reports. 6 (2): 437–40. PMID 10023017
- Antoniou A;  et al. (2003). «Average risks of breast and ovarian cancer associated with BRCA1 or BRCA2 mutations detected in case Series unselected for family history: a combined analysis of 22 studies». Am J Hum Genet. 72 (5): 1117–30. PMC 1180265. PMID 12677558. doi:10.1086/375033
- Barnett GL; Friedrich CA (2004). «Recent developments in ovarian cancer genetics». Curr Opin Obstet Gynecol. 16 (1): 79–85. PMID 15128012. doi:10.1097/00001703-200402000-00014
- Botuyan MV; Nomine Y; Xu Y; Juranic N; Macura S; Chen J; Mer G (2004). «Structural basis of BACH1 phosphopeptide recognition by BRCA1 tandem BRCT domains». Structure. 12 (7): 1137–1146. PMID 15242590. doi:10.1016/j.str.2004.06.002
- Daniel DC (2002). «Highlight: BRCA1 and BRCA2 proteins in breast cancer». Microsc Res Tech. 59 (1): 68–83. PMID 12242698. doi:10.1002/jemt.10178
- Ding SL; Sheu LF; Yu JC; Yang TL; Chen BF; Leu FJ; Shen CY (2004). «Abnormality of the DNA double-strand-break checkpoint/repair genes, ATM, BRCA1 and TP53, in breast cancer is related to tumour grade». Br J Cancer. 90 (10): 1995–2001. PMC 2409464. PMID 15138484. doi:10.1038/sj.bjc.6601804
- Foulkes WD;  et al. (2004). «Estrogen receptor status in BRCA1- and BRCA2-related breast cancer: the influence of age, grade, and histological type». Clin Cancer Res. 10 (6): 2029–34. PMID 15041722. doi:10.1158/1078-0432.CCR-03-1061
- Hall JM; Lee MK; Newman B; Morrow JE; Anderson LA; Huey B; King MC (1990). «Linkage of early-onset familial breast cancer to chromosome 17q21». Science. 250 (4988): 1684–89. PMID 2270482. doi:10.1126/science.2270482
- Liede A; Karlan BY; Narod SA (2004). «Cancer risks for male carriers of germline mutations in BRCA1 or BRCA2: a review of the literature». J Clin Oncol. 22 (4): 735–42. PMID 14966099. doi:10.1200/JCO.2004.05.055
- Metcalfe K;  et al. (2004). «Contralateral breast cancer in BRCA1 and BRCA2 mutation carriers». J Clin Oncol. 22 (12): 2328–35. PMID 15197194. doi:10.1200/JCO.2004.04.033
- Parthasarathy, Shobita (2007). Building Genetic Medicine: Breast Cancer, Technology, and the Comparative Politics of Health Care. [S.l.]: The MIT Press. ISBN 9780262281287
- Powell SN; Kachnic LA (2003). «Roles of BRCA1 and BRCA2 in homologous recombination, DNA replication fidelity and the cellular response to ionizing radiation». Oncogene. 22 (37): 5784–91. PMID 12947386. doi:10.1038/sj.onc.1206678
- Scully R; Puget N (2002). «BRCA1 and BRCA2 in hereditary breast cancer». Biochimie. 84 (1): 95–102. PMID 11900881. doi:10.1016/S0300-9084(01)01359-1
- Tutt A; Ashworth A (2002). «The relationship between the roles of BRCA genes in DNA repair and cancer predisposition». Trends Mol Med. 8 (12): 571–6. PMID 12470990. doi:10.1016/S1471-4914(02)02434-6
- Venkitaraman AR (2002). «Cancer susceptibility and the functions of BRCA1 and BRCA2». Cell. 108 (2): 171–82. PMID 11832208. doi:10.1016/S0092-8674(02)00615-3
- Zweemer RP; van Diest PJ; Verheijen RH; Ryan A; Gille JJ; Sijmons RH; Jacobs IJ; Menko FH; Kenemans P (2000). «Molecular evidence linking primary cancer of the fallopian tube to BRCA1 germline mutations». Gynecol oncol. 76 (1): 45–50. PMID 10620440. doi:10.1006/gyno.1999.5623
- Piek JM;  et al. (2001). «Dysplastic changes in prophylactically removed Fallopian tubes of women predisposed to developing ovarian cancer». J Pathol. 195 (4): 451–6. PMID 11745677. doi:10.1002/path.1000